# スプリガン (漫画)
『スプリガン』は、たかしげ宙（原作）、皆川亮二（作画）による日本のSF漫画。超古代文明の遺産が国家などに悪用されないよう回収・封印する民間組織「アーカム」工作員の精鋭「スプリガン」達の活躍を描く。
『週刊少年サンデー』（小学館）で連載され、2021年3月時点でコミックスの累計発行部数は1000万部を突破するなど、たかしげ宙・皆川亮二コンビの初のヒット作となった。
1998年には大友克洋が総監修した劇場版アニメが公開され、2022年6月にはNetflixのオリジナルアニメシリーズとして2022年6月18日より全6話が配信された。

## あらすじ
はるか超古代、現代を遥かに上回る科学力を持つ文明が存在した。深海から引き揚げられた金属板に、その超古代文明の人々からの警告が記されていた。「我々の残した遺産を、悪しき者より守れ」と。
そのメッセージに従い、特殊組織を擁する巨大財閥アーカムは、彼らの遺産であるオーパーツや遺跡をあらゆる権力から守り、封印するためのチームを結成した。
アーカムのS級エージェントは「スプリガン」と呼ばれ、腕利きのA級エージェントが束になっても敵わない戦闘力を持っており、仙道の達人朧や、獣人に変身できるジャン・ジャックモンド、魔術を駆使する魔女ティア・フラットといった特殊能力を持つ腕利きが揃っている。
スプリガンの一人である主人公の高校生 御神苗優は、通常の30倍以上の筋力を発揮させる防護パワードスーツ「A.Mスーツ」と、オリハルコン製のナイフを武器に、最年少のスプリガンとして名を馳せるようになっていた。
優は、圧倒的な物量と軍事力を駆使してくる米軍や、国際的な軍事企業連合トライデント、ナチス・ドイツ残党などの特殊部隊を相手に、遺跡のオーパーツを守るべく果敢に立ち向かっていく。
やがてアーカムの内部で、オーパーツの情報を外部に漏らしている者がいることが判明し、内部分裂による造反が起こっていく。それと同時に、かつて優が拉致された米軍の特殊部隊COSMOSが、優の前に立ちふさがるのであった。

## 登場人物
- 「声 - 」はアニメの担当声優を示す。第1作 / 第2作の順に記す。1人しか記載されていない場合は第2作でのキャスト。それ以外のキャストは別途記載。
  - 第1作：SPRIGGAN スプリガン（1998年）（東宝）
  - 第2作：スプリガン（2022年）（Netflix）

### アーカム
T・F・アーカムが創設した巨大財閥。超古代文明からのメッセージに従い、超古代文明の遺産を封印しあらゆる権力から守護することを目的としている。超古代文明の研究により、「賢者の石」を触媒とした精神感応金属「オリハルコン」の精製や、通常の30倍以上の筋力を発揮させる防護パワードスーツ「A.M（アーマード・マッスル）スーツ」の実用化など数々のオーバーテクノロジーを実現しており、それらを遺跡保護任務に流用・応用している。

#### スプリガン
アーカムの擁する特殊エージェント。超人的な戦闘力・特殊能力を持っている者が多い。名前の由来は財宝を守る妖精スプリガンから。
御神苗優（おみなえ ゆう）
声 - 森久保祥太郎（少年時代 - 牟田将士）/ 小林千晃（幼少期 - 藤原夏海）
本作の主人公。本業は高校生で、学校に通いながら世界中を飛び回って遺跡の封印に尽力している。各種白兵戦とサバイバル技術の達人で、A.Mスーツとオリハルコン製のナイフを愛用している。単独での脅威度はA+クラス、A.Mスーツとオリハルコン製のナイフを装備した場合にはSクラスと評価されている。
終盤に朧と戦って以降、A.Mスーツを着ないほうが「戦いの流れ」を感じ取れるようになり、以降は作中においてはA.Mスーツを着用していない。
生い立ち
幼少期にアーカムに所属していた両親が虐殺され、その凄惨な現場を目撃してトラウマとなる。その後、引き取り先が見つかるまでしばらくいた養護施設において、後にカーネル大学の言語学教授職になる山菱理恵と出会う。その後、叔父である御神苗隆によって引き取られて従姉の秋葉と共に暮らしていたが、アーカムへの制裁行為としてアメリカによって拉致され、米軍の特殊実験部隊COSMOSにおいて実験兵士No.43として扱われる。
数年後、12～13歳になった優はCOSMOSの訓練時において先のトラウマが刺激されたことで錯乱し、COSMOSの上官や兵士たちを相手に大量虐殺を行い、COSMOSから逃亡して御神苗秋葉の元に戻される。本来の明るかった性格は消え去っていたが、叔父で冒険家である御神苗隆の尽力によって、COSMOSで受けた洗脳から立ち直って感情も取り戻した。
その後、アーカムの訓練に参加して鍛えられることになるが、「殺人兵器としての自分」を嫌悪しており、追い詰められて反射的に行使してしまう場面を除いては、その底知れないポテンシャルを発揮できないままでいた。近接格闘戦については朧にも師事しており、朧との対戦は全敗を喫しているが、作中最強として描かれている朧曰く「本来のポテンシャルを発揮できれば対等以上になる」と言わしめている。
学生生活
一応、アーカムが資金提供している私立高校に通っている高校3年生である。高校1年生の4月に突然編入して以来、アーカムの任務の依頼が頻繁に入ってくることもあり、欠席・遅刻・早退が多いため出席日数は留年ギリギリになっている。しかし、学校行事に限っては出席率90％以上になっている。自分がスプリガンであることは秘密にしており、学校の中でも限られた人物しか知らず、あくまで普通の高校生として振舞うことを望んでいる。
スポーツ万能、かつ任務に必要であるため語学力は抜群で、その他の成績も平均を維持している。休み明けの登校時には必ずと言っていいほど怪我をしており、身体中が傷だらけなのが同級生の間でも噂になっている。
修学旅行では舞子をナンパしたり、夜中に部屋を抜け出してゲームセンターに行ったり、露天風呂を覗いたり、寺の銅像の首を壊したり……と、同級の男子生徒とハメを外していたところを染井芳乃（後述）に写真に撮られて脅されている。
高校卒業後は考古学専攻の大学生となっており、授業中は相変わらず寝ていることが多い。相変わらずバイト（任務）で多忙のため、文化人類学の単位を落としそうになっており、大学でも留年ギリギリになっている模様。
ジャン・ジャックモンド
声 - 子安武人 / 阿座上洋平
スプリガンの一人。長い金髪を後ろで結んでいる。気性の荒い性格で敵対するものに対しては容赦せず、命を奪うことにも優ほど躊躇いはない。優とコンビを組むことが多い。フランスのスラムで拾われ、義弟マークと共に娼婦マリアに育てられるが、軍部との諍いでマリアとマークが殺害された後、スプリガンとしてティアにスカウトされた。
超古代文明の遺産である獣人（ライカンスロープ）の子孫で、通常の状態でも人間離れした基礎能力を誇るが、自分の血を見ると理性を失って獣人化し、身体能力が更にアップする。朧との戦いにおいて、獣人化し理性を失った点を突かれて敗北し瀕死の重傷を負ったことから、その後は獣人化せず、正常な思考を保ったまま純粋な身体能力を使いこなすことを心がけるようになった。
朧（おぼろ） / ロン
声 - 子安武人
中国武術と気功の達人。朧という名は「朧げな存在」という意味で周囲が付けた名で、本名は不明。外見は物静かで礼儀正しい青年である。
仙人になることを目指している世界最高の氣法師で、重装備の軍隊と単身相対して無傷で切り抜け、一撃のみで相手の気の流れを乱し戦闘不能にするほどの実力を誇る。その強さは神の手のもちぬパーカップラムディに「人間が到達できるレベルの頂上にいる」とまで評されている。優の格闘術の師匠でもあり、稽古では一度も優に負けたことがない。その一方、人間としての潜在能力を十二分に発揮するためのA.Mスーツに頼らない戦い方を諭すなど、優に対しては非常に目をかけていた。遺跡の保護や遺産の悪用防止よりも、自らの鍛錬・修行に重点を置いている様子が見られる。
物語終盤、トライデントに加担して一対一でジャンを倒したのち優と真剣勝負を行い、潜在能力を使いこなせるようになり初めて自分を追い詰めた優に対し、封印していた秘技「軽氣功」を用いて状況を逆転する。しかし軽氣功を使ってしまった自分の未熟さを恥じて優に勝ちを譲った後、修行のため山に籠ると言い残して優の前から姿を消した。
その後、ヘンリー・ガーナムの命によりアーカムの南極基地に控えていた増援部隊を御神苗隆と協力して制圧し、去って行った。
ティア・フラット
「魔女」の異名をとる女性スプリガン。森に眠る大魔術師マーリンから伝授された魔術を操り、紙に描いた魔法陣から幻影の魔獣を召喚したり、空間を捻じ曲げて相手を閉じ込めたりするなど、数々の超自然的現象を引き起こせる。戦闘能力は強大で応用範囲も広く、銃器で射撃した程度では彼女に傷一つつけることすらできない（それどころか、発射した弾が魔術で自分自身に返ってくる）。
外見は美しい妙齢の女性の姿をしているが、はるか古くからアーカムに深く関わっていることが示唆されている。
山本（やまもと）
声 - 有本欽隆 / 浜田賢二
アーカム日本支部所長で、スプリガンの管理責任者。温厚かつ実直な人柄で優やジャンたちに信頼されている。見た目はどこにでもいそうな、頭の禿げかかった穏やかな中年といった風情だが、かつては正真正銘最前線で戦っていたスプリガンの一員で、優やジャン達にとっては大先輩にあたる。
一線から退いた現在でも、炎蛇の飛び交う南極の空をくぐり抜けて敵地に着陸するほどのヘリコプターの操縦技術や、複数の機関銃の銃身だけを拳銃で瞬時かつ正確に撃ち抜く超人的な射撃技術を誇り、後述のラリーをして最大限に警戒させるほどだが、本人は「歳を取るごとに臆病になってしまった」と謙遜している。

#### 主な財団員
メイゼル
声 - 城山堅 / 麻生智久
アーカムの老科学者で、オリハルコン研究の第一人者。優の装備する A.Mスーツやオリハルコンナイフを製造し、依頼に応じて様々な機器や道具を製造している。いつも助手の女性科学者マーガレット（声 - 玉川紗己子 / 小林沙苗）が側にいる。ティア・フラットとも付き合いが長い。
御神苗秋葉（おみなえ あきは）
優の従姉で母親代わり。父・隆と共に両親を亡くして身寄りのない優を育てた。アーカムに勤務しており、後にヘンリー・ガーナムの秘書となる。
ジミー・マックス
アーカムのエージェントで、特殊部隊マックス隊の隊長。スプリガンのような突出した戦闘力はないが、特殊部隊としての腕前は一流。部隊戦や諜報活動でスプリガンを支援している。作中にはマックス隊隊員として、ジャックやジョンが登場している。
優と作戦を共にしたこともあり互いに信頼し合っていたが、遺跡保護任務中にCOSMOSの襲撃に遭い隊は全滅、マックス本人は拷問によって再起不能の重傷を負わされてしまった。あえて止めを刺されなかったのは、優へのメッセンジャーとして生かされたためである。
スティーブ・H・フォスター
声 - 大塚明夫
アーカム特別顧問。海洋に関するエキスパートで、アーカム初代会長とは個人的な友人であり、現在のアーカムで面と向かって意見できる人物は彼以外ほとんどいないという。
超電導推進やレーザー兵器など最新技術の粋を集めた調査船「ロシナンテ」の船長を務めている。性格は豪放磊落。優とは親しく、その能力や機転に目をかけており、自分の後を継いで「ロシナンテ」の船長になるべきだと言っている。
エヴァ・マクマホン
アーカム所属の女性考古学者。考古学の素晴らしさを教えてくれた恩人として、優から「教授」と呼ばれ慕われている。
エド・クルーガー
アーカム研究所主任。パーカップ・ラムディとは古くからの知り合い。麻薬シンジケート「エレクシィ」と結託し事件を巻き起こす。最期はパーカップの目の前で、腐敗したアーカムへの不平不満を述べ自殺する。
ラリー・マーカスン
→#トライデント
トニー・ベネット
→#その他の敵

#### 主な関係者
山菱理恵（やまびし りえ）
声 - 神戸光歩
優と同じ孤児院で育った幼馴染。言語学の天才で、10代の若さで米国カーネル大学の言語学教授職に就いている。アーカムの依頼で『宮下文献』『マッパムンディス』など古代文字の解読に携わり、その時にスプリガンとなった優と再会した。
御神苗隆（おみなえ たかし）
優の叔父・養父で、秋葉の父。冒険家として「神秘」を求め世界中の秘境を飛び回っており、作中でも数年前から音信不通だった。米軍やスプリガンを手玉に取るほどのトラップ設置技術を持っている。ジミー・マックスとは顔見知り。
COSMOSの特殊教育・洗脳のために心を病んだ優を身体をはって立ち直らせ、またスプリガンの仕事で優が精神的にかなり無理をしているのではないかと常々心配している。
シスター・ケイト
イタリアにあるロッキスのキリスト教会司教の娘で、司教が亡くなる際にリバース・バベルと一族の秘密が書かれていた『ロッキスの外典』を託された。ケイトは外典を読み真実を知り、リバース・バベルを破壊すべくスプリガンに依頼・同行した。
リバース・バベルの破壊に成功した直後に世界各国の軍隊が混戦を始めた際、銃口に身を晒し負傷しつつも戦いを止める事を訴え、何とかそれを収めた。
パーカップ・ラムディ
「神の手を持つ男」の異名を持つ元スプリガン。かつて裏の世界ナンバーワンの殺し屋として恐れられた存在で、年老いてなお超人的な格闘・戦闘技術を持っている。現在はアジア奥地の無医村で診療所を開設し、その手術の腕前によって患者たちから慕われている。メスを使わず、文字通り自分の「手」によって手術を行う。
優からは「ヤブ医者」と呼ばれているが、本人は「ドクター」と呼ぶよう言っている。医術関連の古文書を数多く所蔵しており、現役スプリガンの相談を受け現場に赴くこともある。
ヘンリー・ガーナム
アーカム財団の母体となる、アーカム財閥の新会長。世界に真の秩序をもたらすために、アーカムが集めた超古代文明の遺産の絶対的な力を用いることで、世界の軍事バランスを自らが完全にコントロールしようと目論む。そのために、反発したスプリガンによる内部分裂を引き起こしてしまう。

### 優の友人・知人
染井芳乃（そめい よしの）
声 - 伊瀬茉莉也
優と同年代の少女で、優とは任務中にも任務外でも何度も出会う腐れ縁。様々な霊と交信できる霊能力の持ち主で口寄せをする。
仕込み武器や銃器をメインとし、格闘術もかなりのもの、と戦闘能力は非常に高い。だが、考えなしのイージーミスが多い上、自分が引き起こした問題の後始末を出くわした優や他の勢力に丸投げするという非常にしたたかでふてぶてしい性格。
強奪した超古代の遺物を莫大な値段で国家機関に売りつける上、前述の通りの行動の結果、多くの遺跡を破壊し、さらに多くの遺跡を起動不能にしているため、「遺跡荒らしの芳乃」として悪名高い。「忘却王国」では、破壊した遺跡16、使用不能にした遺跡29…と優に言われている。
霊能力は親譲り。母親はとある国の諜報組織に属していたが、組織にとって不利益な存在となり抹殺された。以降、母から叩き込まれた技術を使い、遺跡荒らしをするようになる。
行動原理は「金のため」といたってシンプルである。このため赤字となりそうなら、たとえ「自分が引き起こした問題」であっても、さっさと手を引く。しかし、優が関わって来た場合、情や状況にほだされて儲け度外視の行動をしてしまうこともあり、完全な冷血人間とは程遠い。
表向きは病気がちな良家のお嬢様として名門の女子高（私立 飯床野女子高等学校）に通っていて、遺跡荒らしに出かける時は病欠している様子。
笹原初穂（ささはら はつほ）
声 - 河瀬茉希
優のクラスメイト。快活な性格で、特技は空手。バストサイズは優によれば82。父と妹の香穂が「パレンケの仮面」の事件に巻き込まれ、裏世界での優を知る事になる。表の世界における、数少ない優の理解者のひとり。
優と共に行動し、様々な一面を覗いたことで恋慕に近い感情を抱いているが、妹・香穂の想いを知っているため滅多に表には出さない。
笹原香穂（ささはら かがほ）
声 - 渡部紗弓
優のクラスメイトで、初穂の双子の妹。初穂とは逆のおとなしい性格だが、いざという時の芯の強さを伺わせる場面もある。バストサイズは優によれば84。優のことを恋慕している。表の世界における、数少ない優の理解者の一人。
「パレンケの仮面」の一件で成り行きからケツアルクアトルの依代となり、やがて裏世界の優の姿を知る。しかし彼に対する想いは変わることなく、彼女なりに勇気を出し、優を理解して接し続けた。
笹原耕一（ささはら こういち）
初穂と香穂の父親。資産家で考古学マニア。「パレンケの仮面」を入手したことで、自身だけでなく娘の命も危険にさらしてしまう。
岡部弥生（おかべ やよい）
声 - 川井田夏海
優のクラスメイト。駅伝大会の実行委員を務めた後、転校した。
川原鈴子（かわはら すずこ）
声 - 赤﨑千夏
高校教師。アーカムに協力していた川原正三教授（かわはら しょうぞう、声 - 四宮豪）の娘。父親が発掘に携わっていた「水晶の髑髏」を巡ってネオ・ナチスに殺され、死の真相を調べるうちに優と関わる事になった。事件後、優の通う高校に歴史の教師として赴任する。
真田柊（さなだ ひいらぎ）
優のクラスメイト。観察力が鋭い。修学旅行にて優に近づき正体を暴こうとするも、「賢者の石」を巡る騒動に巻き込まれる。
近藤奈々子（こんどう ななこ）
SPECIAL ACT『GOLD RUSH』に登場する優の通う大学の同級生。

### トライデント
アメリカやロシアなど大国の軍部と結びついている巨大軍産複合体。高隅財閥（日本）、グラバーズ重工（アメリカ）、キャンベルカンパニー（ヨーロッパ）など三つの企業が提供する裏金で運営されている。巨大な財力に加え、独自の強力な戦力を保有している。超古代文明の遺産を兵器として積極的に活用する方針で、超古代文明を封印するアーカムとは対立関係にある。
暁巌（あかつき いわお）
声 - 細谷佳正
「トライデント」の行動部隊隊長。どんな過酷な状況でも生き残る「生還者（リターニングマン）」という異名をとる。機械式でパワー重視の、トライデント製 A.M スーツを装備する。優と互角に渡り合う実力者で「帰らずの森」で初登場して以降何度も対決するが、危機を脱するために共闘することもあった。終盤でボーの相棒となる。
ボー・ブランシェ
→#ネオ・ナチス
ラリー・マーカスン
声 - 竹内良太
トライデント本部長。元傭兵で、暁たち実行部隊を指揮する立場にある。暁とは古い傭兵仲間で、暁の知る限り指揮官としては最も優秀であるらしい。終盤にはトライデントを抜けて、アーカムのヘンリー・ガーナムの側近となる。
リック・ボルドー
ライカンスロープのうち「狼男」で、ジャン・ジャックモンドの父。
かつてはライカンスロープとして迫害を受け両親と兄弟を殺されるも、逃亡の末に人間の女性ウージェニーと結ばれジャックを授かり、正体を隠し穏やかな日々を送っていた。然しやがてある機関に発見され交戦中に獣人になったところウージェニーに目撃され、彼女がジャンを連れて去った事で、失望のあまり人間に対する憎悪を募らせ、いずれ人間社会への復讐を遂げるチャンスを得ようとトライデントに協力していた。
超古代遺跡のライカンスロープの研究所を発見したのを機に人間への復讐を実行に移そうと、同種であるジャンと再会、同調を求めた。だが、ジャンと人間達が死線を共に潜り協力する様を見てそれを諦め、自分にとって唯一の幸福の証である「家族の写真の入っているペンダント」をジャンに譲り渡し姿を消した。
デリー・グレアム
ライカンスロープのうち「吸血鬼」。短命な他のライカンスロープに比べ、血液を定期的に摂取する事で長命に生きられる特性を持ち、トライデントには血液確保のため協力していた。優と対戦するもジャンの方が数万倍強いと評された。最後はティア・フラットの魔術により別空間へと永遠に監禁された。
ボーマン
声 - 菅生隆之
トライデント行動部隊の少佐。元スプリガンで、優に戦闘技術を教えた人物。優の潜在能力に期待をかけていたが、アーカムのあり方に疑問を感じて、敵として優の前に現れる。世界で5本の指に入るナイフの達人で、もう一人の自分を作り出す「二重身（ドッペルゲンガー）」という特殊能力を持つ。最期は優に倒され敗死した。その際、アーカムへの警告の言葉を遺す。
勝田（かつた）
高隅化学工場研究所の研究員。ジャンの肉片から出来損ないのライカンスロープを造り、その研究データを盗んだ芳乃を襲撃させた。最終的にジャンの肉片と勝田の製造したライカンスロープ達はジャンの手により焼却された。
高隅浩三（たかすみ こうぞう）
トライデントのトップの一角。高隅財閥会頭。ヘンリーとの会談後、トライデントを離反しアーカムに属する。その際、自身の代理としてラリー・マーカスンを派遣する。

#### COSMOS
米軍の特殊実験部隊“Children Of Soldier Machine Organic System”（機械少年兵による有機的システム）の通称。少年兵は脳内のオリハルコンで電波障害を受けないテレパシーで交信をして敵を多方面から同時に全くズレの無い攻撃をして殲滅する事が可能な地上最強の部隊。〈No.0〉をリーダー、No.10 - No.19を第一小隊、No.20 - No.29を第二小隊といった具合に分け、No.1 - No.9の一桁ナンバーがサブリーダーとして指揮することで編成された部隊。ただし、COSMOSが暁巌とボーブランシェと初顔合わせした時点ではまだ50人程度とされている。
兵士を子供のうちから殺人マシンとして育て、＜キラーエリート＞を作り上げる。その方法は、まず薬物投与や催眠術により精神操作を施し、人間として持っている「個性」「理性」「禁忌」「感情」などを消し去り、上官からの命令には絶対服従のロボットへと変える。その後、殺人マシンとしての性能を磨いていき、各個体の性能をリーダーを基準に可能な限り均一化していく。そして各個体の思考能力を最小限にし、精神感応金属（オリハルコン）を脳内に埋め込み、テレパシーを使えるようにする。それによって各個体はリーダーの意のままに行動が出来、完全に統制される。
一見完全無欠な部隊に思えるが、あまりにもリーダーの思考に依存し過ぎている為、戦闘中に何らかの理由でリーダーからの発信が途切れた場合、全個体の動きが停止してしまう弱点がある。
初めての実戦テスト時、参戦した御神苗優の暴走で壊滅。資金と時間がかかりすぎるため米軍は手を引いたが、後にトライデントが受け継ぎ完成させた。
金谷唱（かなや しょう、COSMOS No.0）
声 - 森久保祥太郎
COSMOSの兵士。「金谷昌」と言う名は組織からつけられたもの。元は「No.71」として組織に属していたが、COSMOS のプロジェクトが米軍からトライデントに移管されてからは、「No.0」 というコードネームを与えられ、COSMOS 全体の司令塔となる。プロジェクトの進展と共に殺人鬼としての調整を受け続け、全ての人間性を消去されている（指揮官としての必要のため、人間に近い形で思考するようにプログラムづけられている）はずだが、その能面のような無表情とは裏腹に実際は上官のラルフ・クーリーを裏切って自らが指揮官の座につくなど悪い意味で人間的な意思を残しており、唯一マトモな人間に戻る事ができ、なおかつ最高の能力を持つ優への羨望と憎悪は心の底に強く根付いており、自らの手で優を抹殺しようと執拗につけ狙う。
ラルフ・クーリー
声 - 青山穣
金谷の上官でCOSMOSの指揮官。階級は大佐。優の元上官でもあり、初代プロジェクトCOSMOSの管理責任者だった。洗脳で失った記憶を取り戻し、潜在能力が覚醒した優に半死半生の目に遭わされるが、サイボーグとして復活し優に復讐の炎を燃やす。

### 機械化小隊（マシンナーズ・プラトゥーン）
志願者ないし作戦中の事故等で欠損した身体そのものを機械化（サイボーグ）とした兵士で構成された、アメリカ軍の秘密部隊（アニメではアメリカ特殊作戦軍傘下）。隊員は将校待遇となっているが、改造された身体そのものが軍事機密となっているため、行動の自由はない。
マクドガル
声 - 相ヶ瀬龍史 / 村瀬歩
機械化処置で強化された米軍の極秘部隊、機械化小隊（マシンナーズ・プラトゥーン）の一人。階級は大佐。10歳くらいの少年だが高い知能を持ち、脳に「頭脳磁界増幅装置」を埋め込んでいる。これによって強力な衝撃波を放つことができ、「悪魔の力を持つ男」と恐れられているが、その副作用として脳に莫大な負担がかかり、少し力を使いすぎると猛烈な頭痛に襲われる上、物語登場時点で寿命はあと数年だった。アメリカ軍の大部隊と、同じ機械化小隊のファットマン、リトルボーイを率いて、「ノアの方舟」の発掘現場を襲撃する。地球環境を汚染し続ける人類を憎悪し、「方舟」の力を用いて人類抹殺を目論む。
最終的に自身も出陣し一度は優を圧倒する。二度目の優との戦闘では、何度も立ち上がる優に対して力を使い果たし敗北。その後、「方舟」から共に脱出しようとした優の手を振り払い、「方舟」の自爆(自壊)装置を起動。優に警告をしつつ、光の中に消えていった。
アイアンアーム
本名ダッチ・メイトリスク。元機械化小隊（少佐）だが、より強い敵を求めて脱走兵となった。名前の通り両腕が機械であり、右腕は高熱を発するヒート・クラッシャー・システム、左にはA.Mスーツでも防げない高震動粉砕システムを持つ。テスカポリトカに雇われて優を襲ったが、優を真の強敵と認め、勝負のためにテスカポリトカをも裏切る。
その後、優との一騎討ちで再起不能の重傷を負うが、テスカポリトカの魔術により人豹（ワージャガー）へと姿を変えられてしまい、理性なき怪物となり優に襲いかかる。最期は優に倒されることで人間の身に戻るが、彼の健闘を称えて息を引き取った。
ファットマン
声 - 高野拳磁 / 間宮康弘
機械化小隊の一人で、マクドガルの部下。常人を遥かに上回る大男で、巨大なガトリング砲を軽々と扱うパワーとオリハルコン製のボディアーマーによるタフネスが持ち味で、一時は優を追い詰めた。最期は優に重傷を負わされ後、ジャンにショットガンで頭部を吹き飛ばされ死亡した。
劇場映画ではラルフ・クーリーと人物設定が統合されており、優の元上官でCOSMOSの管理責任者だったが作戦中に暴走した優に半死半生にされ改造されたという経緯になっている。階級は少佐。優の同級生を拉致、洗脳して優の目の前で自爆させて殺人マシンとしての覚醒を促すという残忍な作戦を行っており、追い詰めた優に対してそのことを暴露した結果、殺人マシンとして覚醒した優によって重機関銃で蜂の巣にされ死亡。
Webアニメ版では脚部が無限軌道となっていて雪上の高速移動ができるなど大幅にデザインが変更された。
リトルボーイ
声 - 鈴木勝美 / 岩田光央
機械化小隊の一人で、マクドガルの部下。ファットマンとは対照的な小男。左腕に硬質ワイヤーカッター、右腕に連発式のグレネードランチャーを内蔵する。機械化小隊でNo1のスピードを自称するが、ジャンには遠く及ばなかった。一方的に叩きのめされて一度は戦意を喪失し、捕縛されるも、マクドガルたち増援の到着で解放され、優を殺害しようとするが戦闘で獣人化したジャンに殺される。
劇場映画ではグレネードランチャーは装備せず、右腕に硬質ワイヤーカッターとマシンガンを装着している。ジャンの獣人化の描写がされないため死亡時の戦闘が大幅に改変されている。
Webアニメ版では脚部がバッタのような逆関節となっているなどデザインが変更されている。また、原作では明言されていなかった階級が中尉であることが作中語られた。
ジャック・ザ・リッパー
機械化小隊の一人で、階級は大佐。機械化した両腕にオリハルコンの振動剣を仕込んでおり、「ノンモの舟」発掘現場をトニー・ベネットと共に襲撃する。闇に紛れて気配を消す隠形の技と、巧みなブレードさばきで優を追い詰める。実直な軍人で、兵士としての自分の役目に誇りを持っていたが、優との戦いを経てその考えに変化が生ずる。優とトニーとの戦闘で負傷するが、「ノンモの舟」崩壊時にアメリカ海兵隊に救助され生存した。
SPECIAL ACT『GOLD RUSH』にもサンダーボルトの口から名前のみ言及されている。
ヘッジホッグ
機械化小隊の一人で、階級は大尉。人種差別意識がある。右手のニードルガンから硬質の針を射出、A.Mスーツの精神感応繊維の隙間を縫ってダメージを与える事ができる。インディアンの伝承による「白人文明の崩壊」を阻止すべく、最初は国の代表として意向を伝えにインディアンの族長と対面したが決裂、一個小隊で抹殺しようとした。優や隆を苦戦させるが、最後はニードルガン付きの右手を切り落とされた上で殴り倒された。
サイドワインダー
機械化小隊の一人。指から射出する、ワイヤー付きのドリルが武器。トライデント側の人間として豪華客船「シバの女王」に乗り込み、優やボーと戦ったが一方的に倒されている。実際はアーカム財団から雇われた二重スパイで、最終的に聖櫃を手に入れ軍用機を使って脱出するが、聖櫃の齎す災いに巻き込まれて軍用機ごと消息不明となる。
ハミング・バット
声 - 桐本拓哉
「FIRST MISSION」に登場する機械化小隊。階級は少佐。アンゴラでの秘密任務中に重傷を負い機械化手術を受け機械化小隊の一員となる。通称「無血の伝道者」。その両腕の機械には超音波によって脳神経を破壊する機能が実装されている。神への信仰心が篤く、それゆえに自分自身に神が人間に課した贖罪を執行せよという考えに囚われ、東京の「メギド・フレイム」を研究する施設を襲い、「不義と背徳の街」であるとした東京を滅ぼそうとした。東京で初任務の優の前に立ちはだかったが、最後はドップラー効果を活用した優に殴り飛ばされ敗北した。
サンダーボルト
SPECIAL ACT『GOLD RUSH』に登場する機械化小隊。次世代型の機械化処置で腕に仕込まれたレーザーを照射し、イオン化した大気成分で導線を作ることで、同じく仕込まれた装置で発生させた電撃をそこに伝わせ、任意の標的に向かわせることができる。優との戦闘では腕を切り落とされた上、殴り飛ばされ敗北。再戦を望みつつ去っていった。

### ネオ・ナチス
作中のネオ・ナチスは現実のネオナチとは異なり、オーパーツの力を借りて世界征服を目指す秘密結社。Webアニメ版では党名の日本語訳をもじった「国家社会主義愛国社党」という名称に変更されている。
ボー・ブランシェ
声 - 稲田徹
秘密結社「ネオ・ナチス」の少尉でナチス復興に執念を燃やす。強者が人々を導くべきという選民意識を持つが、同時に強者は弱者の幸福を守るべきとも考えている。真面目で人質を取るような卑怯な手段を嫌う熱血漢だが何処かズレており、臭いセリフを平気で吐く。優は事ある毎に彼を「暑苦しい熱血馬鹿」「お笑い芸人」等と呼んでいた。当人は知ってか知らずか「決めセリフを吐く」「必殺技の名前を叫ぶ」等のヒーロー漫画のお約束的な行動をしているため助けた子供達には好かれる。忍者に憧れていると言ったり、日本の格闘ゲームを参考にして格闘術を磨いたりするなど、日本好きな一面も見られた。
初登場の時は薬物によって肉体を改造しており、優も圧倒するスピードを見せるが、体術や戦術的思考などの総合面では今一つ及ばなかった。同エピソードで朧に敗れてからは雪辱を誓い、薬を止めて特訓を行い、肉体も一回り大きくなり技術的にも向上（後にジャン・ジャックモンドは「（スピードは）俺を除けば世界一で通るかもな」と評している）。ティア・フラットと染井芳乃の二人を同時に出し抜いたこともある。後に、スプリガンとの決着のため組織的に破綻したネオ・ナチスを抜けて「トライデント」の傭兵になり、暁の（自称）相棒となる。
得意技は「分身の術」「爆裂粉砕拳」「分身烈風拳」「激烈脚」「竜巻風陣脚」。
新生COSMOSとの壮絶な死闘の末、防衛目標を守り抜き死亡。優との再戦を望んでいたが叶うことはなかった。
優からは何かと小バカにされることが多かったが、実力はスプリガンクラスと認められてもおり、彼の死に優は深く悲しんだ。
ケルトハイマー
声 - 岩崎ひろし
秘密結社「ネオ・ナチス」の大尉。ボーとハンスの上司。ナチスの復権を狙い、幾度かスプリガンと対決する。
水晶の髑髏編では朧によって心臓近辺の気の流れを狂わされ、命は助かるが歩くこともままならない身体になる。聖杯編では後遺症で車椅子に乗った姿で登場。ヒトラーの復活に成功するも、最期は暴走したヴァジュラの雷撃に巻き込まれ死亡した。
漫画ではベルリン陥落を軍属として経験したが、Webアニメ版では時代設定が変更された為、幼少期、第二次世界大戦末期のベルリン陥落を目にしていたという描写が追加されている。
ハンス・シュナイダー
声 - 最上嗣生
ネオナチの一員で、超一流のナイフ使い。水晶髑髏を手に入れるため、川原教授を拷問の挙句に惨殺するなど残虐で陰湿な性格。優と対決するも呆気なく腕をへし折られ、高所から地面に叩き落とされた。
アドルフ・ヒトラー
元ドイツ第三帝国総統。元来平和を愛する穏やかな性格の持ち主だったが、ナチス独裁政権確立につれ「指導者」としての責務と国民の期待との二つの重圧に耐えられず、やがて「独裁者」という二重人格に全てを任せて独裁政権を行使。第三帝国崩壊の際、聖杯に自身の血を注いだ後自殺した。魔術も会得しており、超古代文明の雷撃兵器「ヴァジュラ」を含む財産を、魔術で封印した洞窟に保管した。
ヒトラーの復活を望む秘密結社「ネオ・ナチス」は、長い年月をかけてヒトラーのクローンを複数誕生させ、聖杯のレプリカをも作成して洞窟の封印を解除しようとするも、失敗し続けていた。結局、本物の聖杯を手に入れた後、宿るヒトラーの魂をサルベージしてクローンに憑依させたことで、この世に復活させた。その際、聖杯の力で治癒能力も得ており、その場に居合わせ、致命傷を負った芳乃を治療した。
「指導者」ヒトラーは洞窟の封印を解除し、ヴァジュラなどの遺産で世界を征服するためにこの世に復活したと理解し、せめてもの罪滅ぼしに遺産全てを破壊しようとしたが、ネオ・ナチスにより「独裁者」の人格が現れ洞窟の封印は解かれ、手にしたヴァジュラで芳乃や優たちを始末しようとした。しかしヒトラーの力を以てしても制御し難いヴァジュラはやがて暴走、「指導者」の人格に戻ったヒトラーはヴァジュラと共にこの世から再び消えると芳乃に別れを告げ、爆発の中に消えた。

### その他の敵
トニー・ベネット
アメリカCIAの非合法職員（イリーガル）で、超能力の一つ、発火能力を持つ通称「ファイヤースターター」。目的達成のためなら手段を選ばず、また手段のためなら結果を気にもせずに行動し、さらに趣味（放火）のためなら目的をも捻じ曲げるといった悪質かつ残忍な手口で悪名高い。普段は落ち着いた風を装っているが性格も傲慢かつ下劣で、何か気に入らないことがあれば途端に本性を現して口汚くなる。
全く火気がなくても離れた対象を燃やせる発火能力は非常に強力で、炎のゆらめきによる催眠術をかけることもできるなど応用範囲も広いが、本人の格闘能力などは低く一般人より多少マシな程度である。また発火能力はあくまで「念じたその箇所（空間）に火を付ける」だけで、あまり広範囲には発火できないため、自身の動体視力を上回るスピードで動かれると全く当たらなくなってしまう。
「ノンモの舟」発掘現場をジャック・ザ・リッパーと共に襲撃するが、リッパーとは相性が悪かった。上層部からリッパーの抹殺も命じられていたが、逆に倒される。数か所を刺され意識を失って倒れており、「ノンモの舟」も大爆発したため死んだと思われていたが、運良くアメリカ海兵隊に救助され生き延びており、「スプリガン」としてアーカムに雇われ、ラリーの部下となる。
一時は優と共闘することもあったものの、最終的には裏切り者として始末しようとする。この際、先述の欠点を補うため、周囲に爆発物や可燃物をたっぷりと置いて戦った。しかし味方であるヘンリー・ガーナム側の人間をも巻き込んで発火能力を使いまくったため、その醜く自己中心的な姿を嫌ったジャンに一瞬で間合いに入られ、ガソリンを浴びせられる。そのまま「炎蛇」の中に投げ込まれ、消し炭となって燃え尽きた。
諸刃功一（もろは こういち）
声 - 成田剣
KGB極東支部所属のエージェント。風圧で敵を切り裂く「風獣」を操る。諸刃家に伝わる口伝から炎蛇を制御する「火の社」の秘密を知り、世界を独裁する事を企み、制御法を解読出来る山菱理恵を狙った。諸刃家は他にもオーパーツのオリハルコンと同系金属製のヒヒイロカネの剣も継承されていた。最期は優に剣を折られ、自らの出した炎蛇に飲み込まれ死亡した。
Webアニメ版では時代設定が変更された為、SVR極東支部所属となっている。
ヴィクトル・シュトローフ
声 - 乃村健次
KGBのスペツナズ特別独立小隊隊長。諸刃と共に「火の社」奪取を狙う。DNA操作と脳手術で力や治癒力が数十倍に高められており、優を苦しめた。理恵の誘拐に関わるなど非情な兵士だが、同時に世界平和を維持することを願う一面もあり、アメリカ主導の世界の軍事バランスを憂いていた。諸刃が「炎の社」を独占しようとした時に彼が世界を独裁することを止める為に襲うが、諸刃の「風獣」によって惨殺される。
Webアニメ版では時代設定が変更された為、ロシア空挺軍第45独立親衛特殊任務連隊小隊長となっている。
サンチェス
狂信的な魔術師。テスカポリトカを復活させ、自らの肉体を捧げた。人間を人豹（ワージャガー）に変身させ従わせる程の魔術を使う。優との戦いで追い詰められ彼の目の前で自殺する。
マリア・クレメンティ
声 - 早見沙織
イギリス軍の女性将校。階級は中佐。マサチューセッツ工科大学（MIT）を首席で卒業し、20歳で博士号をとった機械工学の天才。軍上層部の命令で発掘された狂戦士（人型戦闘ロボット）を調査中に狂戦士が起動し無差別攻撃を開始。当初は敵対していた優と共闘し狂戦士の破壊に成功した。事件解決後は軍上層部に失望し身に着けていた階級章をゴミ箱に捨て、軍を離脱した。
マウザー
声 - 塾一久
宇宙考古学説を提唱しているイギリスの考古学研究者。狂戦士を発掘するが、軍事転用を目論むイギリス軍の横やりを受け協力。軍が主導した実験の際、狂戦士が起動してしまい助手たちを皆殺しにされてしまう。その事故が原因となって発狂し、原子炉に狂戦士を導き全てを破壊し軍に責任を取らせようとするも、マリアに返り討ちにされ死亡した。
Webアニメ版では原子炉への誘導部分は削除されており、イギリス軍が隠匿してきた宇宙考古学説を証明するため、狂戦士を基地外へ誘導する設定に変更されている。
ヘウンリー・バレス
リバースバベル編に登場した、朧曰く「今世紀最高の魔術師」。ユダヤ人。影魔、砂魔、水魔という三体の強力な使い魔を操り、自らは魔術で影に潜み、敵を異空間に取り込んだり、変わり身をA.M.スーツでも防げない強力な体術を駆使して戦わせたりする。かつては神への信仰に厚い人物だったが、第二次世界大戦中、ナチス・ドイツがユダヤ人虐殺のため設置した強制収容所での地獄を経験した事で人間に絶望、リバースバベルの力を用いて自らが神の座に就こうとした。しかしその宿願は個人的に覇権を手にすることではなく、人類の思想・価値観を統一する事により、民族や宗教などの違いによる争いや差別を根絶するという純粋なものであり、ある意味では誰よりも切実に、そして現実的に平和を追い求めた人物でもある。相対した優も、その考えを最後まで否定しきれなかった。最期は優を操ろうとするも彼に殴られ力尽き、崩壊するリバース・バベルと共に運命を共にした。
源双烈（チェン・スワンリェ）
中国武術の達人で、麻薬シンジケート「エレクシィ」の用心棒。硬氣功で肉体を強化すると、銃弾も防げる。かつて朧と決闘を行い敗れるが、雪辱を誓って再び朧の前に現れる。
その実力は優ですら「今の俺では勝てねぇ」と言わしめたほどではあるが、パーカップ・ラムディ曰く「格闘のプロだが戦闘のプロではない」とのこと。
作中二度優と対戦し苦戦させるが、最後は攻撃パターンを読まれ、人間のスピードをはるかに凌駕する優の攻撃に敗れた。修行の旅に出ると言い残し、優や朧の前から去っていった。
リャン
麻薬シンジケート「エレクシィ」のボス。最期はアジトを襲撃されたことで、自身も「神酒」を飲み不死身になるも、パーカップに心臓を抜き取られ死亡した。
中野建造（なかの けんぞう）
日本の諜報員。甲賀流忍者の家系で、内閣調査室でスパイ技術の教官をしている。上司の坂上（さかがみ）からの命を受け、手下の甲賀忍者達と共に、飛鳥時代以前の古墳から発見された「賢者の石」を強奪するために京都に現われた。「賢者の石」の持ち主である田山（たやま）教授を殺害した後、その過程で優と一緒に修学旅行に来ていた初穂と真田を襲うが、優と芳乃に叩きのめされる。
マイク・スペンサー
アメリカ軍の上等兵。家族には妻のマギーと息子のキースがいる。南米にてアーカムのエージェントとの戦闘中に負傷して、生命を助けることを条件にその時発見したインカ帝国の遺跡と同じような脳手術をさせられる。手術によって周りの人間の心が読めるなど感覚器官が並外れて鋭敏になってしまったが、そのために能力をすぐに暴走させて基地全体の人間に暗示をかけて基地内の兵士達を多数殺害。その後トニーに発火能力で殺害される。あくまで古代の手術に耐え切れずに能力を暴走させただけの普通の兵士であり、優が彼の暗示に最後まで耐えぬいた先に見えたのは「妻子の元に帰りたい」という人間らしい望みだった。

### 遺産（オーパーツ）に関わる者達
炎蛇（えんじゃ）
厳密には登場人物ではないが、物語の始まりと終わり、それぞれの事件にかかわる存在。名前の通り炎が蛇のようになった姿をしており、猛烈な雄たけびとともに灼熱を伴って現れる。個体なのか群体なのか判別せず、出現する際は必ず龍穴（地脈の出口）から複数の炎蛇が現れる。地球内部で生まれた超生命体とされるが、詳細は不明。生物というよりも現象に近く、またその様から噴火に例えられる（他には優が「ヤマタノオロチ」に例えている）。地脈と密接なかかわりを持ち、地球生命体（ガイア）の一種かそのものであるような描写がみられる。
炎蛇の章ではAMスーツのサイコブロー機能で向かってくる比較的小型の個体を霧散させる描写もあるが、最終章「炎蛇再来」ではより激しい状態だったためかそのような描写はない。
なお、最終章では芳乃が地球意思に触れた際、「荒らぶる神」と呼んでいる。モデルやモチーフは聖書に登場する「燃える蛇」や風水における龍など、複数の要素が見られる。
ケツアルクアトル
紀元前3千年頃に地球外の天体から地球に移住してきた異星人の子孫。先祖は母星が死滅した為に地球へ移住、中南米の原住民に文明を与えた。
2千年前、異国から流れ着いた異邦人の子にケツアルクアトルは「テスカポリトカ」と名付け養子として育てた。月日が経ち、テスカポリトカの協力を得て中南米に文明を築く事に成功したケツアルコアトルら異星人は、次に死滅した母星を再生させようと帰還を決意、テスカポリトカにも同行を求めた。
しかし豹変したテスカポリトカが原住民を虐殺するなど暴君と化し、異星の仲間も殺したため、最後に残ったケツアルコアトルがテスカポリトカに戦いを挑み勝利を収めるが、自身も致命傷を負った為に肉体を捨てて魂を「パレンケの仮面」にサルベージし、ケイ素生物としていつか母星へ還る日を待ち永い眠りに就いた。
最後は優との共闘の末にテスカポリトカの永久封印に成功し、優と初穂・香穂に感謝し、母星へと旅立った。
テスカトリポカ
作中では「テスカポリトカ」。2千年前に故郷を戦災で失い中南米に流れ着いた異邦人の子で、漂流の際に敵軍の襲撃で家族を失い、ケツアルクアトルに拾われ養子として育てられた。
異星の技術を瞬く間に覚え、それを応用して独自の技術を編み出すなど類稀なる才能を発揮し、中南米の文明の発展に大きく貢献したが、家族を殺された記憶から野蛮な人間文明に激しい憎悪を抱いており、ケツアルクアトルが彼を母星への帰還に誘った日を境に暴君と化し、人間を虐殺、それを諌めるケツアルクアトルら異星人も手にかけた。他人の肉体に魂を乗り換える転生術を使い時代を超えて生き永らえていたが、ケツアルクアトルとの戦いの末に「魂の塚」に封印された。
現代になってサンチェスの手により復活。ケツアルクアトルを抹殺してこの世を支配しようと目論むも、最後は優とケツアルクアトルによってオーパーツ「マーラの銀鏡」に魂を永久封印された。
即身仏
声 - 家中宏
「帰らずの森」に「神酒（ソーマ）の製造法を記した粘土板」を封じ込めた僧。芳乃の口寄せで呼び出され、封印した際の顛末を説明する。優たちには大人しく帰るよう勧めたが、芳乃に総ての情報を引き出される。
ロードス島の青銅巨人
超古代文明の遺産。南極の戦いで遺跡防衛用にアーカムが配備し、優たちの前に立ち塞がる。作中では超古代文明の防衛用ロボットとされ、ラリー曰く「本物のスプリガン」。風貌は、3メートル近くある巨大な古代ローマかギリシャの闘士の青銅像だが、全身オリハルコンの合金製。地脈からエネルギーが流入しているので半永久的に作動する。現実世界の七不思議の一つにもロードス島の巨人像が言い伝えられている。
その巨体に相応しい最強無敵の圧倒的なパワーを発揮する一方、獣人のジャンをも凌駕する似つかわしくない程のスピードも備え、優、ジャン、暁の3人がかりの波状攻撃も全く寄せ付けなかった。多くのオーパーツ兵器と同様、通常兵器での攻撃は全く通用せず、さらにオリハルコンナイフなどで斬りつけて傷を与えても地脈のエネルギーを破損箇所のオリハルコンに充填することで瞬く間に復元するなど破壊の糸口が皆無で、作中の主要キャラクターが得意とする白兵戦に於いて、まさに無敵の強さを誇り、優もA・Mスーツを着てくるべきだったと後悔した。
エネルギーとして使う地脈のエネルギーが即ち地球生命体（ガイア）であるためガイアの意識とリンクしており、芳乃が南極の遺跡を媒体としてガイアの精神とコンタクトを取ったのと同じ様に、優も死闘の最中に青銅巨人を介してガイアと交信、その意思に触れた。

## 遺産（オーパーツ）
謎のプレート
深海から発見された、超古代文明の遺産に関する警告が記載されたプレート。「三次元空間に時間軸が存在しない（時間の停止した状態ではなく、そもそも時間という概念がない）」らしく、いかなる方法をもってしても傷ひとつつけられないアーカム財団設立の鍵になったメッセージプレート。
メギド・フレイム
空中の任意の地点に直径数キロメートルの巨大レンズを作り出し、太陽の光を集光させることにより地上を焼き尽くせる黒い球形の装置。使用者が念じると球の周りに地球の立体映像を映し出し、使用箇所を指定できる。
オリハルコン
賢者の石によって生成され、他金属との合金によって様々な特性を発揮する物の総称。レアアースの様に単体では意味をなさないが、他の物質と組み合わせる事で強硬度の装甲・構造材や人工筋肉繊維となる。
火の社
富士山麓の樹海にある古代文明遺産。遺跡内には富士山の噴火（炎蛇）を制御できる「鎮玉」が存在する。
ヒヒイロカネ
日本に伝わる、オリハルコンと同系質の物質。
パレンケの仮面
異星のヒスイ製コンピュータで、太古の異星人ケツアルクアトルの魂をコピー保存していた。
マーラの銀鏡
鏡に写したあらゆる物の怪（精神体）を永久封印できる。
ノアの方舟
地球規模の大気・気象コントロールシステム及び、洪水以降の生命体の研究所。内部は外観を上回る広さを誇り、外装部はただの木材ながら前述の「謎のプレート」同様の時間が存在しない状態になっている。
狂戦士（バーサーカー）
超古代文明の戦闘ロボット。胸部のミサイル二門と、全身にAMスーツの融解温度を超える超出力のレーザーを装備しており、生体反応を感知して追跡・抹殺する。身動きできなレベルまで破壊されると自爆装置が作動、その破壊力は凄まじく、核シェルター並みの建造物をも破壊するほど。
ラーマの像
インドの古代叙事詩「ラーマーヤナ」の主人公ラーマの神像。ヒンズーの魔人をすら封じ込める力を持つ。
神酒（ソーマ）
超古代植物アンブロディアから精製される、人間を不死とする秘薬。朧曰く「思念した物を物質化できる薬「仙丹」の原材料」。しかも不死と言ってもあくまで治癒力を上げたに過ぎず、一度服用したら最後、定期的に服用しないと急激な老化により死に至ってしまう。さらに臓器までは再生できない。
水晶髑髏
水晶ではない物質で構成されており、世に知られているものは見た目を真似ただけのレプリカ品。一定の振動を与えると最大2億ジュールという莫大なエネルギーを発生させる。古代では灯台の光源として利用され、各地の灯台との光通信や外敵を焼き払うDEWとして使用されていたらしい。また、一般に世間に知られている水晶髑髏は、こうした機能を持たない、後の古代人が作ったレプリカとされている。
マッパムンディス
紀元前4世紀頃に描かれたとされる、24枚から成る世界中の「地脈」の位置が記された地図。作中ではピリ・レイスの地図はこれを模して描かれたとされている。
リバースバベル
大量の人間の生命エネルギーを触媒とする事で、人の記憶や感情、思想・価値観を発動者の思う通りに書き換える装置。
ライカンスロープ
超古代文明の遺伝子工学による生物兵器。外見は通常の人間と変わらず、人間との間に子を成すことも可能だが、身体能力が尋常でないほど高い。身体に一定のダメージを受けると細胞が変化し、身体性能がより高くなる代わりに知性が低下した獣人状態になる。変化・治癒に伴い細胞にも負担がかかり、平均寿命が40歳前後と短命でもある（「吸血鬼」型は定期的に血液を採取する事により、遥かに長く生きられる）。
YAMA（ヤーマ）
紋様の形をとった超古代文明の思考型プログラムで、人類が生きるに値するかを裁定する。現代では紋様（YAMA）を解析しようとしたスーパーコンピュータ「アース」を逆に取り込み、インターネットを介し世界中のコンピュータと接続することで現行人類の歴史や行いを把握した。はるか昔から存在しており、過去に"モヘンジョ・ダロ"や"ハラッパー"などのインダス文明圏を破壊した。
幽霊島
来たるべき自然環境の大異変に備えて造られた人工避難島。地球の生命エネルギーを用いて異空間を自由に行来する機能を備えていたが、予想外の異変の早さに対処出来ず、制御システムが安定する前に島の人間達は全滅。その後も島はシステムを稼動し続け、地球の海上で出現・消滅を繰り返していた。
聖杯
血液を聖杯に満たすことにより、その者が死しても魂をサルベージでき、復活した者は様々な能力を発揮できる。
ヴァジュラ
精神エネルギーを雷撃に変換する兵器。ただし制御が困難で、エネルギーを蓄えすぎると大爆発を起こす。
ノンモの舟
巨大な飛行物体で、地球創生時からの生命体のDNAコードを保管していた未来の人類へのタイムカプセル。
賢者の石
現代科学では合成出来ない粘土質の物質。遺跡周辺に極めてまれに出土する物で後述のオリハルコンや黄金を作り出せる触媒物質。
ネイティブ・アメリカンの交信術
一部のネイティブ・アメリカンに太古より伝えられている土地の精霊との交信術であり、それにより代々豊作や部族の道標などを占ってきた。近年「白人文明の崩壊」という報告を聞いたアメリカ合衆国政府は、アメリカ大陸を略奪して得てきた歴史があった事もあって報復に用いられると懸念し、最悪武力行使もやむを得ないと部族に中止を求めていた。
優達の交戦もあって交信術は成功。優と隆には高笑いする精霊が視えるも、ジャンや米軍達にはそれぞれ肩透かし的に異なるモノが視え、白人文明崩壊の危機は去ったと判断した政府は米軍を撤退させた。
石造りの頭部模型
脳外科手術による人間改造法が示されている。
聖櫃（契約の箱）
人の精神エネルギーで強力な磁場など、様々な現象を発生させる。
要石
日本の「地脈」を制御している、山脈を介した巨大な石。これらを破壊すると日本列島が沈むとされている。
南極のストーンヘンジ
「地球の生命エネルギー」の通り道である「地脈」を利用した装置。
仙人
朧が最終的に目指している存在。肉体的に、そして精神的に極致まで極め、生物としての概念を超越した存在であり、霞だけを食し、地球と同調する事で永遠に生きられる。太古の昔から現在まで数人仙人に到達した者がいる模様で、俗世から完全に隔離した生活をしているとの事。

## 連載終了後の読切作品
※スプリガン完全版に収録
- 『SPRIGGAN外伝 FIRST MISSION』（『サンデーGX』創刊号に特別読み切りで掲載したもの）

文字通り御神苗の最初の任務を扱っている挿話。My First BIG版では、連載初作である『炎蛇の章』の前章となる最初の物語として収録されている。
内容としては、AMスーツを初めて御神苗優に支給されての初運用の任務、封印対象のオーパーツはソドムとゴモラを焼き尽くしたといわれるメギド・フレイム。
ちなみに、染井芳乃と初めて出会うのもこの任務ということになっている。
- 『SPRIGGAN特別編 ゴールド・ラッシュ』

本編終了後の「大学時代の御神苗」の物語。大学生活のかたわらでスプリガンを続けている御神苗の姿が描かれている。My First BIG版の最終収録作。
黄金境エルドラドの秘密に迫るという内容、エルドラドの真実とは巨大な賢者の石の事で、賢者の石による黄金錬成がエルドラドの金塊の秘密だったとされている。

## 書誌情報

### 単行本
- たかしげ宙（原作） / 皆川亮二（作画） 『スプリガン』 小学館〈少年サンデーコミックス スペシャル〉、全11巻
  1. 1991年7月15日初版第1刷発行、ISBN 4-09-122591-8
  2. 1991年9月15日初版第1刷発行、ISBN 4-09-122592-6
  3. 1992年10月15日初版第1刷発行、ISBN 4-09-122593-4
  4. 1993年4月15日初版第1刷発行、ISBN 4-09-122594-2
  5. 1993年9月15日初版第1刷発行、ISBN 4-09-122595-0
  6. 1994年6月15日初版第1刷発行、ISBN 4-09-122596-9
  7. 1994年9月15日初版第1刷発行、ISBN 4-09-122597-7
  8. 1995年4月15日初版第1刷発行、ISBN 4-09-122598-5
  9. 1995年9月15日初版第1刷発行、ISBN 4-09-122599-3
  10. 1996年4月15日初版第1刷発行、ISBN 4-09-122600-0
  11. 1996年7月15日初版第1刷発行、ISBN 4-09-122836-4

### 文庫版
- たかしげ宙（原作） / 皆川亮二（作画） 『スプリガン』 小学館〈小学館文庫〉、全8巻
  1. 2006年6月15日発売[20]、ISBN 4-09-193661-X
  2. 2006年7月15日発売[21]、ISBN 4-09-193662-8
  3. 2006年8月11日発売[22]、ISBN 4-09-193663-6
  4. 2006年9月15日発売[23]、ISBN 4-09-193664-4
  5. 2006年10月14日発売[24]、ISBN 4-09-193665-2
  6. 2006年11月15日発売[25]、ISBN 4-09-193666-0
  7. 2006年12月15日発売[26]、ISBN 4-09-193667-9
  8. 2007年1月13日発売[27]、ISBN 978-4-09-193668-4

## 劇場アニメ
アニメーション映画化され、1998年に公開された。配給は東宝。配給収入は3.5億円。
大友克洋が総監修を務めることで話題となったのをはじめ、大友や監督の川崎博嗣、キャラクターデザインと作画監督に江口寿志、銃器設定の岡村天斎、さらにアニメーション制作のSTUDIO4℃などは1995年に公開された『MEMORIES』の製作にも関与している。
ストーリーは原作における「ノアの方舟」の話を基本的な叩き台として、所々に「御神苗抹殺計画」を一部に絡めることで、基本設定を説明すると同時に盛り上がりを演出している。

### あらすじ
トルコのアララト山中にてアーカムの調査隊が「ノアの方舟」を発見した。その半年後、アーカムのエージェント「スプリガン」として活動している御神苗優に、爆弾ベストを着用させたクラスメイトを利用した卑劣な挑戦状が叩きつけられた。友人の仇とノアの秘密を探るべく、御神苗はアララト山へ向かう。

### スタッフ
- 原作 - たかしげ宙、皆川亮二
- 総監修・構成・ノアの方舟デザイン・タイトル - 大友克洋
- 監督・絵コンテ - 川崎博嗣
- 脚本 - 川崎博嗣、伊藤康隆
- キャラクターデザイン - 江口寿志
- 演出 - 須藤典彦
- 銃器設定 - 岡村天斎
- メカニック設定 - 山根公利
- メカニック作画監督 - 山下将仁
- 作画監督 - 江口寿志、熊谷哲矢、松田勝己、清水保行、遠藤正明
- CGI 監督 - 斎藤亜規子
- 美術監督 - 小関睦夫
- 設定 - 末武康光
- 色彩設計 - 秋山久美
- 撮影監督 - 白井久男
- 編集 - 瀬山武司
- 音響監督 - 鶴岡陽太
- 録音・整音 - 浅倉務
- 音響効果 - 笠松広司
- 音楽 - 蓜島邦明
- プロデューサー - 植田文郎、池口和彦、濱名一哉、斎春雄、田中栄子
- アニメーション制作 - STUDIO 4℃
- 製作 - 小学館、バンダイビジュアル、TBS、東宝

### 主題歌
「Jing Ling」
作詞・歌はSäju（サージュ）、作曲・編曲は蓜島邦明。歌詞は中国語と英語を織り交ぜたものである。

## Webアニメ
Netflixのオリジナルアニメシリーズとして2022年6月18日より配信。ナレーションは増谷康紀。劇中の時代設定が新しくされており、原作では存在していなかったスマートフォンやタブレット端末、カメラ付きドローン等の電子機器が登場したり、登場人物の持つ銃器などの装備品が一新されたりしている。ただし監督の小林は、四半世紀前の原作でもストーリーが主人公の感情・行動といった「作品の核はいじらずに丁寧に作っています」と語っており、たかしげ・皆川両氏が影響を受けたであろう1980～90年代のハリウッド発アクション映画の雰囲気を採り入れているという。
動きの少ないシーンは手描きで作画し、アクションや情報量の多い部分は3DCG（3次元コンピュータグラフィックス）で作成してモーションキャプチャーで動かすという使い分けをしており、これまでの3DCGアニメよりもセルアニメーションに近い表現がなされている。
小林は、監督を引き受ける際に、キャラクターの身体を3DCGで動かすことを条件として提案し、キャラに合わせて顔を作画することで、うまく融合させることができたと振り返っている。
最終話となる第6話エンディングクレジットの後に原作3巻収録「龍脈地図 御神苗優抹殺計画」の冒頭部分が流れるが、第2シーズンの制作予定は未発表（2024年9月時点）。

### スタッフ（Web）
- 原作 - たかしげ宙、皆川亮二[28]
- 監督 - 小林寛[28]
- 副監督 - 三宅将平[28]
- シリーズ構成・脚本 - 瀬古浩司[28]
- キャラクターデザイン・総作画監督 - 半田修平[28]
- サブキャラクターデザイン・総作画監督 - 内藤直[29]
- プロダクションデザイン - JNTHED[28]
- プロップデザイン - 伊藤岳史、内藤直
- CGディレクター - 石井規仁[28]
- 色彩設計 - 三笠修、佐々木梓[12]
- 美術監督 - 金子雄司[28]
- 美術設定 - 平澤晃弘、稲葉コウ、クレア・マッツ、スタジオ5
- 撮影監督 - 元木洋介、村上展之、鯨井亮[29]
- 編集 - 三嶋章紀[12]
- 音楽 - 岩崎太整[12]
- 音楽制作 - avex pictures[12]
- 音楽プロデューサー - 大胡寛二[12]
- 音響監督 - 長崎行男[12]
- ミキサー - 小原吉男[29]
- 音響効果
  - 第一話 - 第三話：倉橋裕宗[12]
  - 第四話 - 第六話：白石唯果[12]
- 音響制作 - ダックスプロダクション[12]
- エグゼクティブプロデューサー - 小原康平
- プロデューサー - 大胡寛二、田中修一郎、松本拓也、佐藤龍伸、備前島幹人、早野義人、忰田純一、宇野博美、吉田健人
- アニメーションプロデューサー - 笠間寿高
- アニメーション制作 - david production[28]
- 製作 - スプリガン Project[28]

### 主題歌（Web）
「Seeking the Truth feat. YAHZARAH」
岩崎太整によるオープニングテーマ。作詞は岩崎と二宮愛、作曲・編曲は岩崎。
「Ancient Creations feat. Shing02」
岩崎太整によるエンディングテーマ。作詞はShing02、作曲・編曲は岩崎。

### 各話リスト
| 話数   | サブタイトル | 絵コンテ        | 演出                              | 作画監督                                                                                            | 総作画監督      |
| ------ | ------------ | --------------- | --------------------------------- | --------------------------------------------------------------------------------------------------- | --------------- |
| 第一話 | 炎蛇         | 小林寛          | 三宅将平                          | 半田修平 横山謙次 内藤直 石橋大輔 Shin Hyung Woo 平村直紀 Lee Joo Hyeun Chae Gwang Han Kim Chae Eun | 半田修平        |
| 第二話 | ノアの方舟   | 三宅将平        | 三宅将平                          | 池田由美 平村直紀 Shin Hyung Woo 横山謙次 永山もも                                                  | 半田修平 内藤直 |
| 第三話 | 帰らずの森   | 加藤敏幸        | 加藤敏幸 田辺慎吾                 | 平村直紀 石橋大輔 Shin Hyung Woo 横山謙次                                                           | 半田修平        |
| 第四話 | 狂戦士       | 小林寛          | 長井椎杜子                        | 関川成人 鈴木由佳 川守田 Elton 拓巳                                                                 | 半田修平        |
| 第五話 | 水晶髑髏     | 長田伸二        | 長田伸二 三宅将平 菅原尚 粟井重紀 | 内藤直 Shin Hyung Woo 小林亮 徳田夢之介 Cha Myoung Jun 福島豊明 横山謙次                            | 内藤直          |
| 第六話 | 忘却王国     | 小林寛 千明孝一 | 長田伸二                          | 内藤直 平村直紀 Shin Hyung Woo 横山謙次 永山もも 石橋大輔                                           | 半田修平 内藤直 |

### テレビ放送
2023年7月より、TOKYO MXほかにて放送中。各エピソードを2分割し、1話あたり30分枠に収まるように編集されている。
| 放送期間               | 放送時間                     | 放送局       | 対象地域   | 備考                  |
| ---------------------- | ---------------------------- | ------------ | ---------- | --------------------- |
| 2023年7月8日 - 9月23日 | 土曜 1:05 - 1:35（金曜深夜） | TOKYO MX     | 東京都     |                       |
|                        | 土曜 1:30 - 2:00（金曜深夜） | BS11         | 日本全域   | BS放送 / 『ANIME+』枠 |
| 2023年7月9日 - 9月24日 | 日曜 2:30 - 3:00（土曜深夜） | メ〜テレ     | 中京広域圏 | 製作参加              |
| 2023年8月5日 -         | 土曜 20:30 - 21:00           | アニマックス | 日本全域   | BS/CS放送             |

## ゲーム
- スプリガン ルナヴァース - メーカーは『アーマード・コア』シリーズや『キングスフィールド』シリーズなどを手がけたフロム・ソフトウェア。